# Шармицель

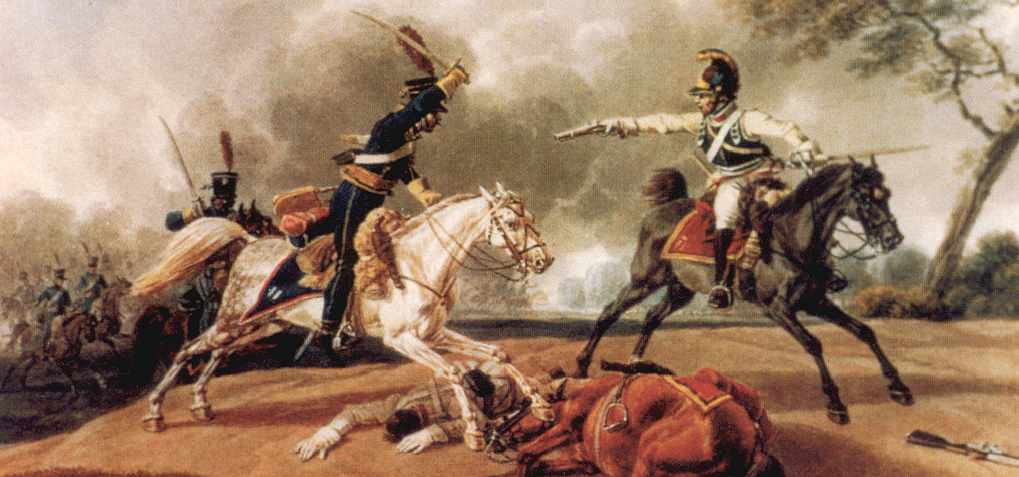
Схватка.

Шармицель — в военной терминологии XVIII столетия — схватка, стычка, перестрелка между малыми, изолированным от войска отрядами, например, разъездами, пикетами, частями авангарда.
Существовала и глагольная форма — «шармицировать», то есть принимать участие в стычке. Сравни: «…наконец, пройдя довольную дистанцию, спустились с сей высоты по дороге к Шенгейту, расположились при оном. Тут, помнится, был на горе небольшой шармицель» («Воспоминания генерал-фельдмаршала князя А. А. Прозоровского»).
Слово «шармицель» было заимствовано из немецкого языка (нем. Scharmützel — «шармютцель»), в свою очередь, в немецкий язык оно пришло из итальянского (итал. scaramuccia — схватка, словесная перепалка. Имя персонажа итальянского народного театра, ставшего позднее героем известного романа Р. Сабатини, голливудского фильма,  популярной французской оперы и мюзикла группы Queen — Скарамуш − происходит от этого корня и заключает в себе намёк на то, что герой «за словом в карман не полезет»). В немецком языке, как и в итальянском, слово Scharmützel употребляется в двух значениях: как вооружённое столкновение, схватка и как словесная перепалка.

в 1761-м состоял в легком корпусе при генерале Берге и был под Бригом, при сражении бреславльском с генералом Кноблохом и разных шармицелях, на сражении близ Штригау, при Грос- и Клейн-Вандриссе, где предводил крылом и две тысячи российского войска.— Автобиография (Суворов)